# Affaire Anne-Charlotte Poncin
Le texte peut changer fréquemment, n’est peut-être pas à jour et peut manquer de recul. 
Le titre et la description de l'acte concerné reposent sur la qualification juridique retenue lors de la rédaction de l'article et peuvent évoluer en même temps que celle-ci.
L'affaire Anne-Charlotte Poncin relate la disparition suspecte de Anne-Charlotte Poncin le 5 janvier 2016 dans l'Ain.
En 2022, son ex-compagne Margaux Olivier est mise en examen et avoue avoir vu Anne-Charlotte Poncin morte à leur domicile, après un suicide avec des médicaments. Elle raconte avoir déplacé le corps pour le jeter dans l'eau depuis un pont.
En 2023, les restes d'un corps sont retrouvés dans un bois près d'Ambérieu-en-Bugey et appartiennent à la disparue. Margaux Olivier est incarcérée avant d'être libérée en 2024, mais reste suspectée.

## Faits
Le 5 janvier 2016, Anne-Charlotte Poncin disparaît dans le village d'Ambérieu-en-Bugey dans le département de l'Ain,. Sa compagne Margaux Olivier déclare le soir même à la gendarmerie que Anne-Charlotte a quitté leur domicile vers 10 heures sans téléphone portable.
En 2017, les parents de la disparue témoignent dans une émission télé. Ils pensent que la disparition de leur fille est volontaire et qu'elle est toujours en vie quelque part.
L'enquête est brièvement relancée en 2018 dans le cadre de l'affaire Nordahl Lelandais où plusieurs affaires de disparition sont analysées pour confirmer ou infirmer un éventuel lien avec le tueur. La disparition d'Anne-Charlotte Poncin est traitée à la suite d'une demande des gendarmes d'Ambérieu-en-Bugey. Aucun lien n'est finalement fait entre la disparition de la femme et le tueur,.

## Arrestation
Le 4 janvier 2020, l'avocat Bernard Bouillot des parents d'Anne-Charlotte Poncin porte plainte contre X pour enlèvement et séquestration. La famille de la victime soupçonne la compagne d'avoir assassiné leur fille.
En 2022, sa compagne Margaux Olivier est suspectée par la police et mise en examen pour meurtre sur conjointe. Durant la garde à vue, elle avoue avoir vu Anne-Charlotte Poncin morte après s'être suicidée avec des médicaments au sein de son domicile. En découvrant le corps de sa compagne, elle aurait paniqué et se serait débarrassé du cadavre en le jetant dans le fleuve. Ses aveux sont contestés par son avocat Ronald Gallo qui explique qu'ils ont été faits sous la contrainte,.
Le 19 février 2023, un chasseur découvre un crâne humain près d'Ambérieu-en-Bugey, à seulement 1,3 km du domicile de la victime,. Puis, des ossements à l'été 2023 le sont au même endroit. Une analyse ADN confirme que ces restes appartiennent bien à la victime. Margaux Olivier est placée en détention en avril 2023.
Margaux Olivier est libérée le 15 février 2024 et placée sous contrôle judiciaire avec l'interdiction de se rendre dans l'Ain mais la justice poursuit l'investigation. L'affaire est toujours irrésolue à ce jour et l'accusée reste présumée innocente.